# Kvärlöv naturreservat
Kvärlöv naturreservat är ett naturreservat i Landskrona kommun i Skåne län.

## Flora och fauna
Vanliga fåglar på reservatet är mesar, bofink, gransångare, näktergal, sothöns, gräsänder, knipor,
gråhakedoppingar, grågäss och svanar.
Man ser även ofta vipor, råkor och starar över fältet.

## Bilder

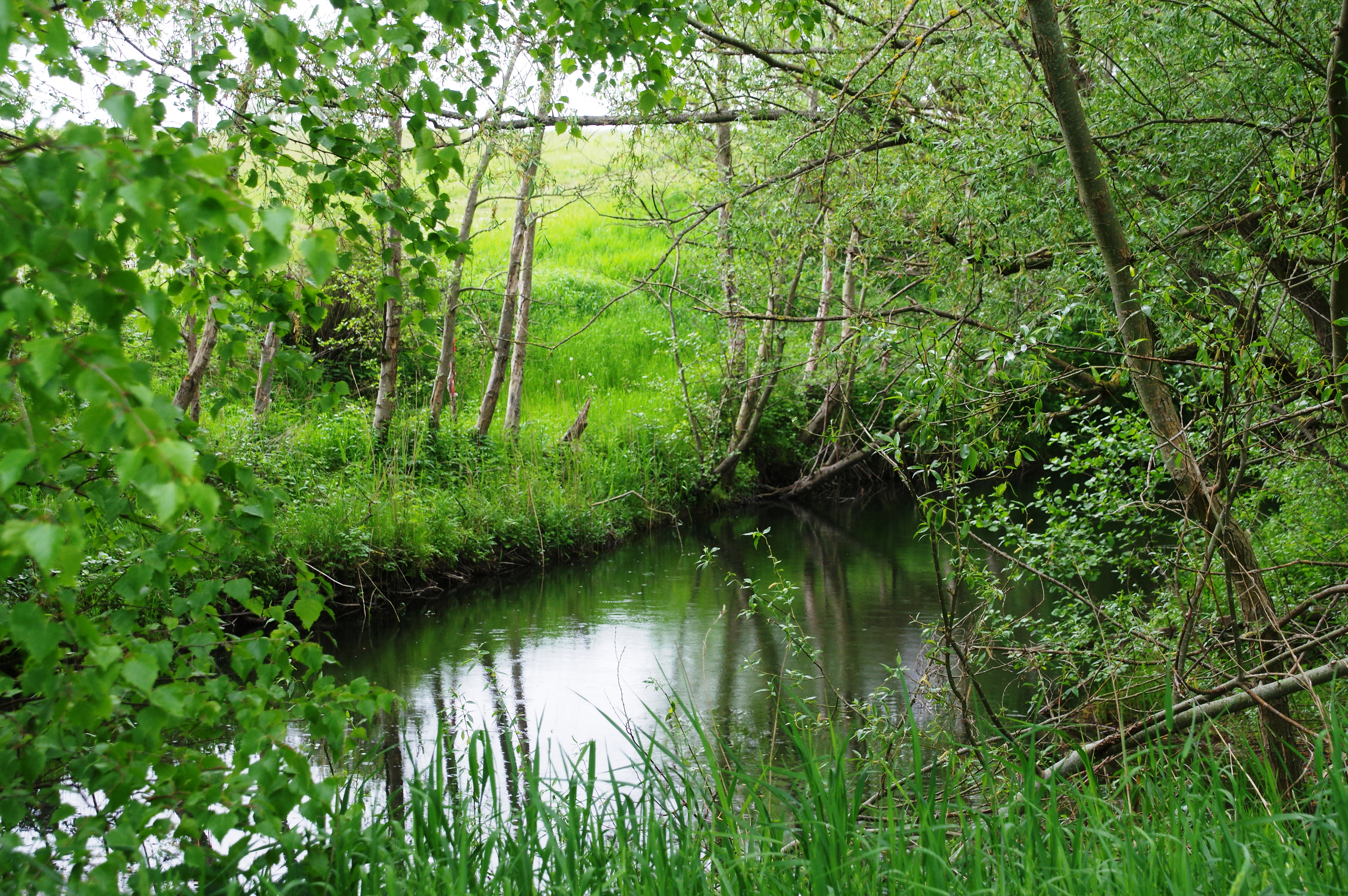
Saxån
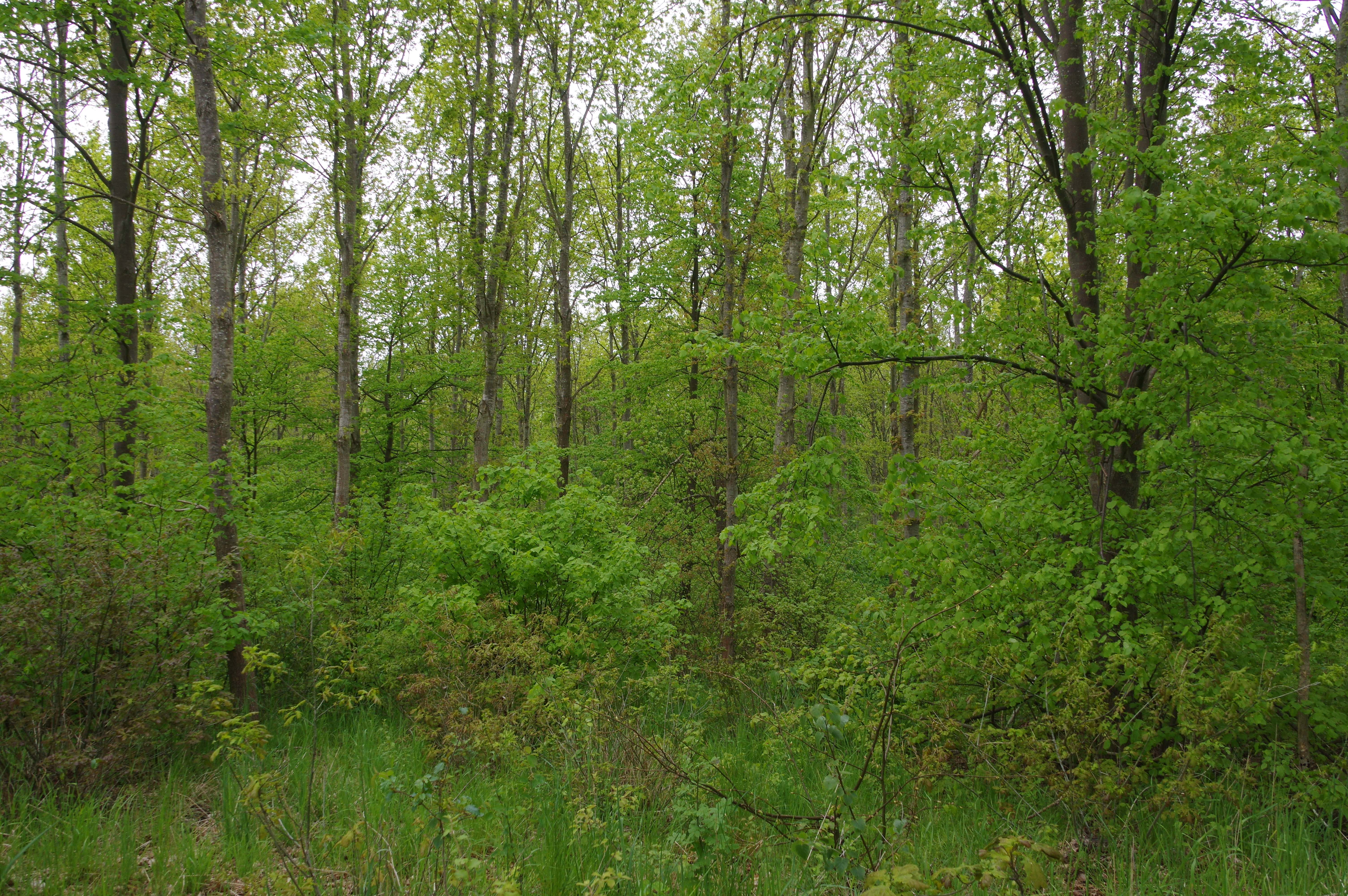
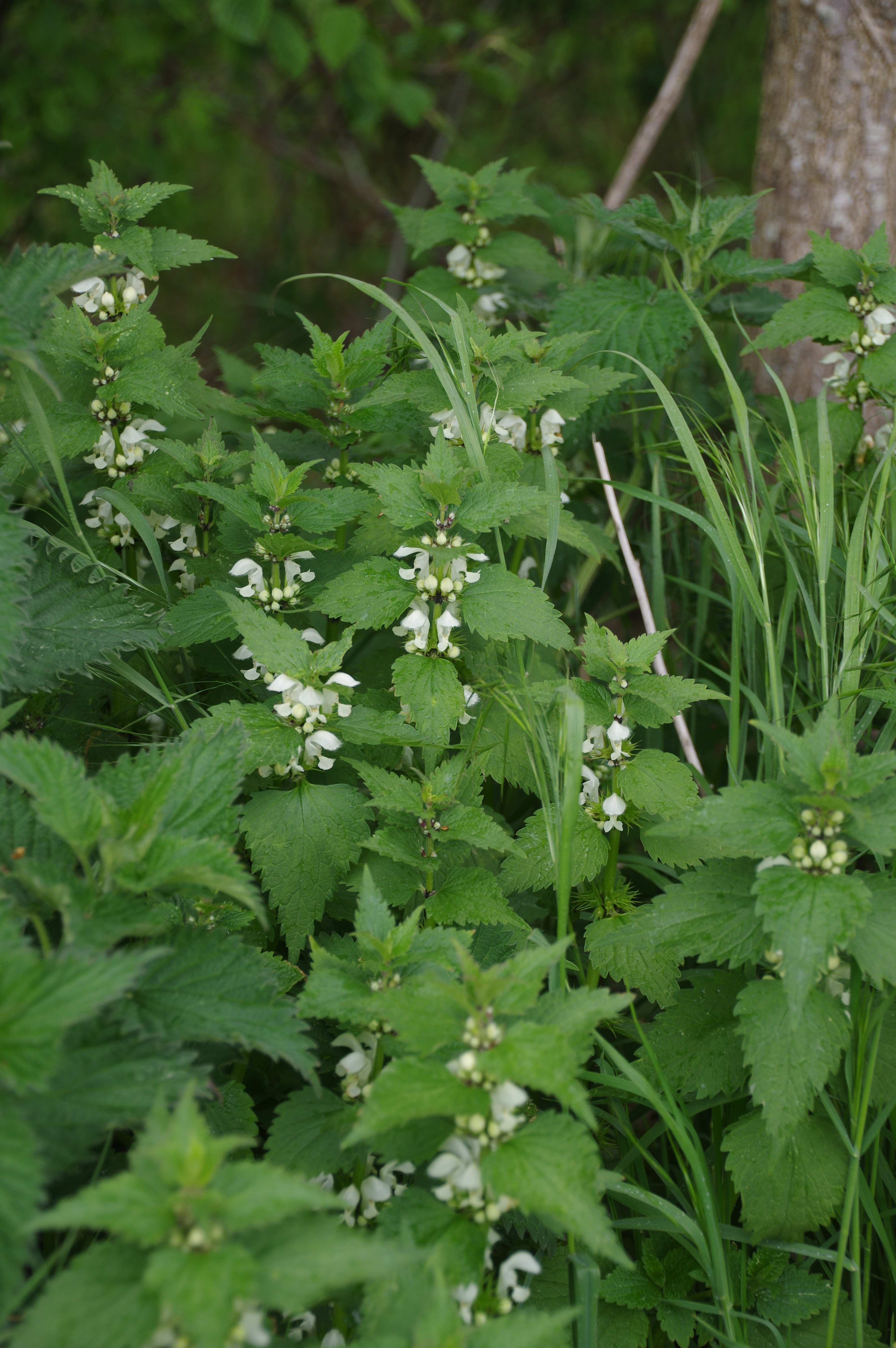
Nässlor